# 메리 퀀트
메리 퀀트 여사(영어: Dame Mary Quant, 1930년 2월 11일~2023년 4월 13일)는 잉글랜드 런던에서 태어난 웨일스의 패션 디자이너이다. 1960년대 런던을 중심으로 일어난 모드(Mod)와 유스 패션 운동(Youth fashion movements)을 이끈 주요 인물 중 한 명으로, 영국의 패션 아이콘으로 꼽힌다. 미니스커트와 핫팬츠의 개발·대중화에 공헌한 인물로도 평가된다. 특히나 패션을 게임처럼 사람들에게 기쁨을 주는 수단으로 인식하도록 하는 펀 패션(Fun fashion)을 이끌기도 했다.

## 서훈
- 1966년 대영 제국 훈장 4등급(OBE)[5]
- 2015년 대영 제국 훈장 2등급(DBE, 작위급 훈장)[6]
- 2023년 컴패니언 오브 아너(CH; Order of the Companions of Honour)[7]